# Junkkarinjärvi
Junkkarinjärvi är en sjö i kommunen Kouvola i landskapet Kymmenedalen i Finland. Sjön ligger 21,5 meter över havet. Arean är 1,41 kvadratkilometer och strandlinjen är 6,54 kilometer lång. Sjön  ingår i Kymmene älvs huvudavrinningsområde.   Den ligger omkring 27 km norr om Kotka och omkring 110 km nordöst om Helsingfors. 